# Golf van Esquibel

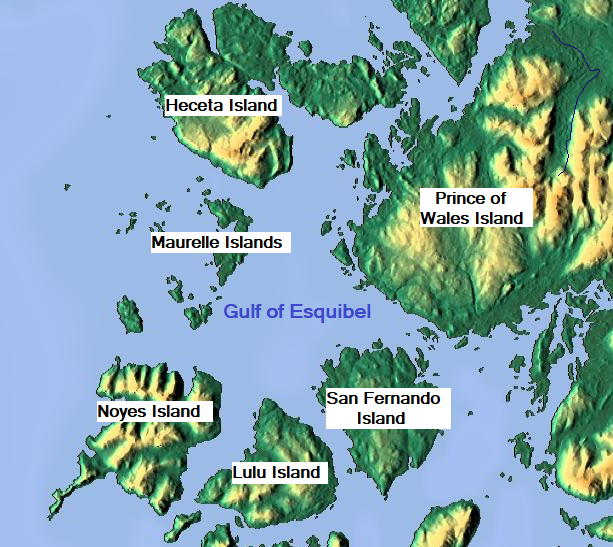
De baai omringd door de verschillende eilanden

De Golf van Esquibel is een baai in de Alexanderarchipel in de Alaska Panhandle in het zuidoosten van Alaska in de Verenigde Staten.

## Geografie
De baai heeft een lengte van 24 kilometer en is 15 kilometer breed. Het ligt ten westen van het centrale deel van het Prins van Waleseiland en wordt omringd door verschillende eilanden. In het westen liggen de Maurelle Islands, Noyes Island in het zuidwesten, Lulu Island in het zuiden en San Fernando Island in het zuidoosten. Verder naar het noorden ligt Heceta Island. In het zuiden komen het Saint Nicholas Channel en het Portillo Channel op de baai uit, in het zuidwesten de Arriaga Passage, in het zuidoosten het San Christoval Channel en in het noorden Tonowek Bay.
Het waterlichaam ligt in de mariene ecoregio Noord-Amerikaans Pacifisch Fjordland.

## Geschiedenis
De baai werd rond 22 mei 1779 door Francisco Antonio Maurelle "Bahia de Esquibel" of "Esquibel Bay" genoemd, ter ere van Mariano Nunez de Esquivel, de arts-chirurg van het schip La Favorita.